# Morris William Travers
Pour les articles homonymes, voir Travers.
Morris William Travers, né le 24 janvier 1872 à Londres, décédé le 25 août 1961 à Stroud (Gloucestershire) est un chimiste britannique.

## Études
Il fait ses études au University College de Londres, où il devient en 1898 professeur assistant.

## Carrière
En 1904, il occupe le poste de professeur de chimie au University College à Bristol. De 1907 à 1914, il dirige le Indian Institute of Science à Bangalore ; de 1914 à 1919, il est le directeur de Duroglass Ltd. En 1922, il est élu comme président de la Society of Glass Technology. De 1927 à 1937, il exerce la fonction de professeur honoraire et de "Nash Lecturer" à l'Université de Bristol. Il est également président de l'Association Chimique Française et le fondateur de la section de chimie au Palais de la découverte.

## Travaux
Il entreprend de nombreuses recherches concernant les réactions entre des gaz, concernant les réactions hétérogènes et concernant la technologie du verre. En 1898, il découvre, en collaboration avec Sir William Ramsay, les gaz nobles, à savoir le néon, le krypton et le xénon dans l'air.